# سور بز
سور بُز (به اسپانیایی: La fiesta del chivo) رمانی است نوشته نویسنده پرویی ماریو بارگاس یوسا که به نقشه قتل دیکتاتور نظامی جمهوری دومینیکن رافائل تروخیو و ماجراهای پس از آن می‌پردازد. این رمان در ایران با ترجمه عبدالله کوثری و توسط نشر علم به چاپ رسیده است. 